# Dion Watson
Dion Watson (Melbourne (Florida), 11 november 1993) is een Amerikaans-Nederlands voetballer die doorgaans speelt als rechtsbuiten. In juli 2022 verruilde hij EHC voor VV Eijsden.

## Clubcarrière
Watson werd geboren in de Verenigde Staten, maar groeide op in Nederland. In 2008 sloot de vleugelaanvaller zich aan bij de jeugdopleiding van Fortuna Sittard. Voor die club maakte hij op 9 augustus 2013 zijn debuut, tijdens een 0-0-gelijkspel met FC Den Bosch. Watson begon op de bank en viel zeven minuten voor tijd in voor Abdelaziz Khalouta. Hij verruilde begin 2015 Fortuna Sittard voor Bilzerse Waltwilder. Vervolgens speelde Watson voor KVV Vosselaar en medio 2017 ging hij naar KVK Wellen. Een jaar later werd Bocholter VV zijn nieuwe club. Na een terugkeer bij KVK Wellen zat Watson vanaf medio 2020 zonder club. Een jaar later begon hij bij EHC, om medio 2022 naar VV Eijsden te verkassen.